# RIOスポーツクラブ
RIOスポーツクラブ（りお - ）とは、群馬県桐生市に本社を置くオプティ株式会社が運営していたスポーツクラブである。
2009年2月2日、オプティが経営破綻し全店閉鎖した。

## 施設
群馬県
- 伊勢崎店（スーパーモールいせさき内）　→　「ベイシアスポーツクラブ」が継承
- スマーク伊勢崎店（スマーク伊勢崎3F）　→　「スポレッシュ」が継承

埼玉県
- 羽生店（イオンモール羽生2F）　→　「ドゥ・スポーツプラザ」が継承

| スタブアイコン | サブスタブ | この項目は、まだ閲覧者の調べものの参照としては役立たない、企業に関連した書きかけの項目です。この項目を加筆・訂正などしてくださる協力者を求めています（PJ:経済）。 |

| スタブアイコン | サブスタブ | この項目は、まだ閲覧者の調べものの参照としては役立たない、スポーツに関連した書きかけの項目です。この項目を加筆・訂正などしてくださる協力者を求めています（P:スポーツ/PJ:スポーツ）。 |